# Rome plutôt que vous
Pour plus de détails, voir Fiche technique et Distribution.
Rome plutôt que vous (روما ولا نتوما) est un film algérien réalisé par Tariq Teguia, sorti en 2006.

## Synopsis
Après la guerre civile qui opposa le pouvoir militaire aux islamistes qui fit quelque 200 000 morts dans les années 1990, un groupe de jeunes Algériens veut quitter l'Algérie à tout prix. L'inertie mortifère du pays telle que représentée dans le film dit tout de cette volonté. 
L'Algérie est morte, fuyons. Jusqu'à Rome s'il le faut.

## Fiche technique
- Titre : Rome plutôt que vous
- Titre original : Roma wa la n'touma
- Réalisation : Tariq Teguia
- Scénario : Tariq Teguia
- Pays de production : Algérie
- Format : Couleurs - 35 mm
- Genre : Drame
- Durée : 111 minutes
- Date de sortie : 2006

## Distribution
- Samira Kaddour : Zina
- Rachid Amrani : Kamel
- Ahmed Benaïssa : policier
- Kader Affak : Malek
- Lali Maloufi : Merzak
- Moustapha Benchaïb : Mahmoud
- Khaddra Boudedhane : mère de Zina
- Rabbie Azzabi : jeune homme en survêtement
- Fethi Ghares : jeune homme

## Distinctions
- Prix spécial du jury au Festival international du film de Fribourg 2006.